# کلی کاتلین
کلی کاتلین (۳ نوامبر ۱۹۹۵ – ۸ مارس ۲۰۱۹) دوچرخه‌سوار اهل ایالات متحده آمریکا بود. وی در مسابقات کشوری و بین‌المللی در مجموع برندهٔ ۶ مدال طلا، ۳ مدال نقره، ۲ مدال برنز شده‌است. کاتلین نقش برجسته‌ای در قهرمانی تیم ملی «دوچرخه‌سواری پیست» ایالات متحده در المپیک ریو داشت. کاتلین قهرمان سه دوره رقابت‌های جهانی دوچرخه سواری و دارنده مدال نقره المپیک بود.
او دانشجوی رشته مهندسی محاسباتی و ریاضی در دانشگاه استنفورد بود. کلی کاتلین ۷ مارس ۲۰۱۹ در سن ۲۳ سالگی در خوابگاه دانشگاه استنفورد خودکشی کرد.